# Монтичели (Фрозиноне)
Монтичели је насеље у Италији у округу Фрозиноне, региону Лацио.
Према процени из 2011. у насељу је живело 503 становника. Насеље се налази на надморској висини од 88 м.